# Fußball in Essen
Der Männer-Fußball in Essen feierte seine größten Erfolge in den 1950er Jahren, als Rot-Weiss Essen in der Saison 1952/53 den DFB-Pokal und zwei Jahre später die deutsche Fußballmeisterschaft gewann. Als deutscher Meister des Jahres 1955 nahm RWE zugleich als erster deutscher Verein – neben dem 1. FC Saarbrücken, der für das damals noch selbständige Saarland antrat – am 1955/56 erstmals ausgetragenen Wettbewerb des Europapokals der Landesmeister teil. Am Ende desselben Jahrzehnts konnte 1959 auch Stadtrivale Schwarz-Weiß Essen als seinerzeitiger Zweitligist den DFB-Pokal gewinnen. Somit ist Essen die einzige Stadt neben München, aus der sich bereits zwei Vereine in der Siegerliste des DFB-Pokals verewigen konnten. Der derzeit erfolgreichste Fußball-Verein in Essen ist die SGS Essen, das als einziges Essener Team in der höchsten Spielklasse, der Frauen-Bundesliga, seit 2004 vertreten ist.

## Geschichte

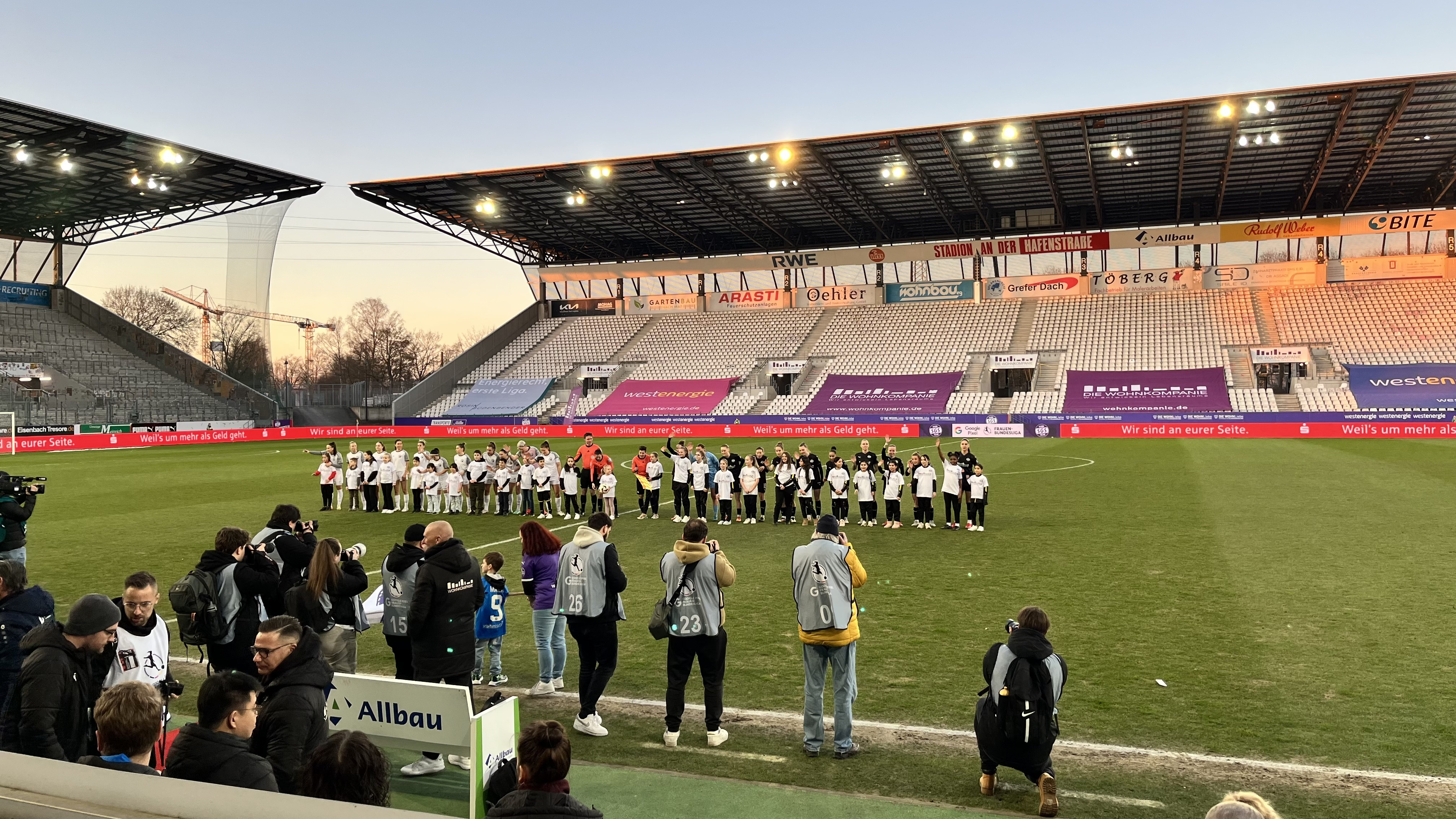
Stadion an der Hafenstrasse, Heimat der SGS Essen seit 2012

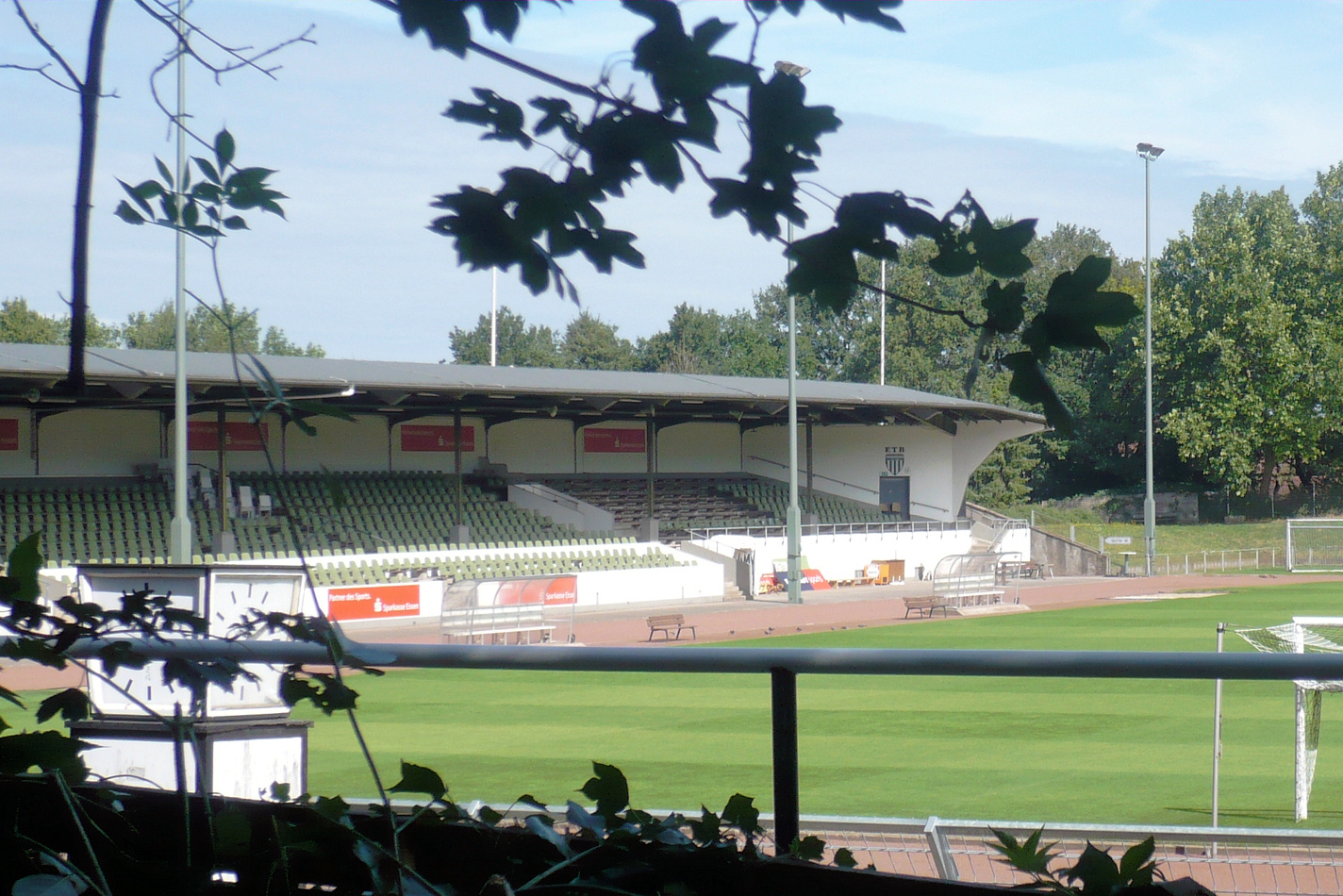
Uhlenkrugstadion, Heimat des ETB Schwarz-Weiß seit 1922.

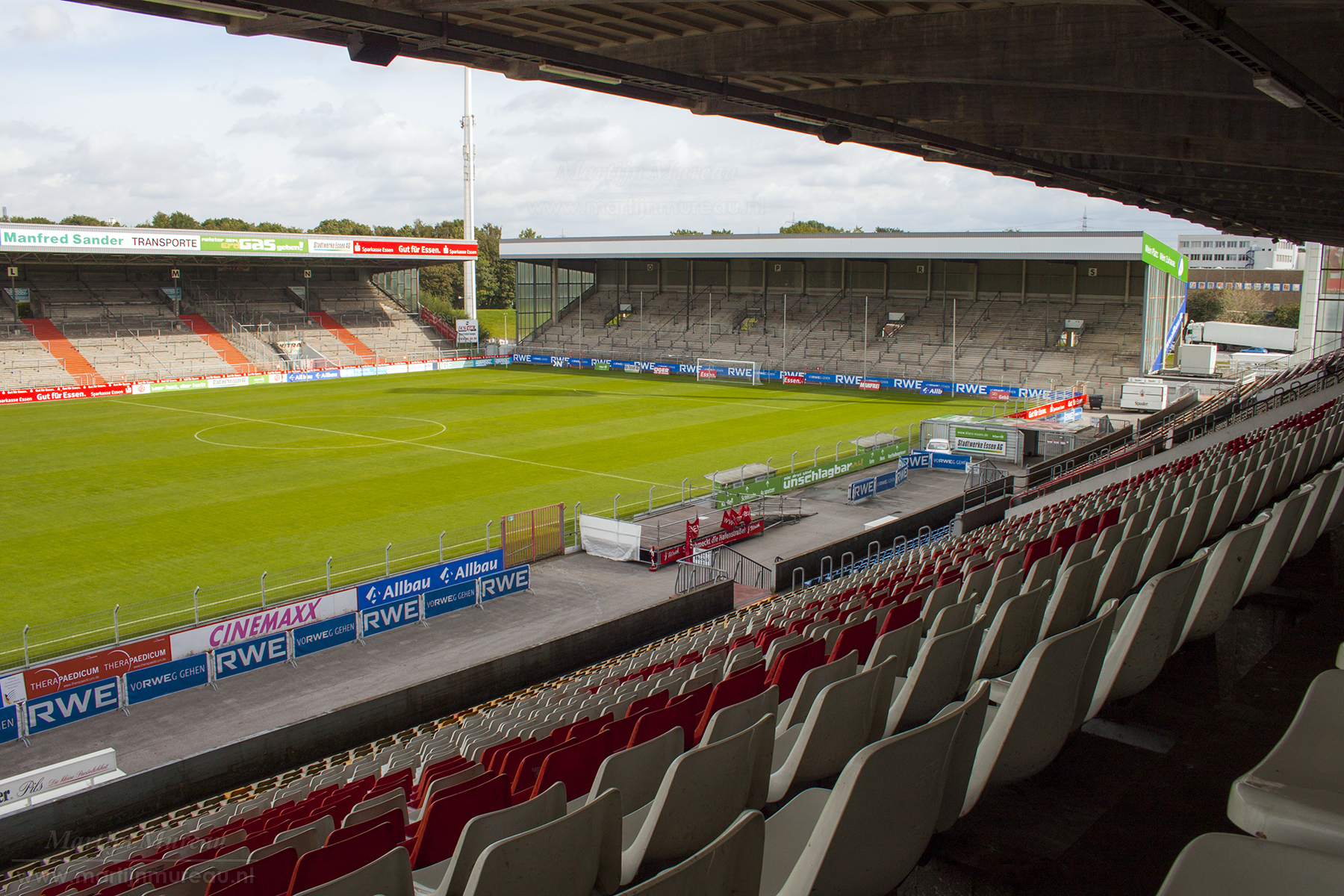
Georg-Melches-Stadion, Heimstätte von Rot-Weiss von 1923 bis 2012.

Die Ursprünge des Essener Fußballs liegen im wohlhabenden Süden der Stadt, in dem 1899 mit dem Essener SV 1899 der älteste Fußballverein Essens gegründet wurde. Bereits ein Jahr später wurde auch beim 1881 gegründeten und ebenfalls bürgerlich-elitär ausgerichteten Essener Turnerbund Schwarz-Weiß eine Fußballabteilung ins Leben gerufen. In den Jahren vor dem Ersten Weltkrieg vertraten deren Mannschaften die Stadt Essen in den Spielen der Rhein-Ruhr-Gruppe um die westdeutsche Fußballmeisterschaft. Nach dem großen Krieg kamen dann die „Arbeitervereine“ aus dem Norden der Stadt hinzu. So waren über die gesamten 1920er Jahre hinweg neben dem ESV und dem ETB die in Altenessen beheimateten Vereine BV Altenessen 06 und Preußen Essen im Ruhrbezirk der westdeutschen Fußballmeisterschaften vertreten. Die großen Rivalen zu jener Zeit waren der ETB Schwarz-Weiß, der in den 14 Spielzeiten zwischen 1920 und 1933 elfmal die sportlich erfolgreichste Essener Mannschaft stellte, und der BV Altenessen, der dreimal am besten abschnitt. Die später erfolgreichste Essener Mannschaft von Rot-Weiss stieg erstmals 1930 in die höchste Spielklasse auf, aber bereits zwei Jahre später wieder ab.
In der 1933/34 eingeführten Gauliga Niederrhein starteten die Essener Vereine ETB Schwarz-Weiß und der BV Preußen Altenessen. Die aus einer Spielgemeinschaft des BV Altenessen 06 mit Preußen Essen gebildete Mannschaft stieg jedoch umgehend ab, so dass Schwarz-Weiß in den folgenden Jahren als einziger Essener Verein in der Gauliga vertreten war. Mit dem Aufstieg von Rot-Weiss zur Saison 1938/39 wurde der Grundstein für die große Rivalität zwischen dem als „Lackschuhklub“ verschrienen ETB Schwarz-Weiß und dem in Vogelheim gegründeten und seit 1923 im benachbarten Bergeborbeck beheimateten „Arbeiterverein“ Rot-Weiss gelegt. Zwischendurch gelang es in den frühen 1940er Jahren dem ebenfalls in Altenessen beheimateten Zechenverein TuS Helene Essen, in die Phalanx der beiden später größten Essener Mannschaften einzudringen und sie in jenen Jahren sogar mehrfach zu überflügeln. In ihrer ersten Saison 1940/41 gelang TuS Helene sogar die Qualifikation für die Endrunde um die deutsche Fußballmeisterschaft, was zuvor lediglich zwei Essener Vereinen gelungen war: Schwarz-Weiß 1925 und dem Stadtteilrivalen BV Altenessen 06 1926, die beide am FSV Frankfurt gescheitert waren.
Nach dem Zweiten Weltkrieg vertraten die Sportfreunde Katernberg aus dem im Nordosten Essens gelegenen Stadtteil Katernberg die Stadt gemeinsam mit Rot-Weiss in den Anfangsjahren der Fußball-Oberliga West. In der Eröffnungssaison 1947/48 der Fußball-Oberliga West waren die Sportfreunde nicht nur der einzige Essener Verein in der Liga, sondern wurden mit nur zwei Punkten Rückstand auf Borussia Dortmund Vizemeister. Doch in den folgenden Spielzeiten etablierte sich Nachbar Rot-Weiss nach seinem Aufstieg zur Saison 1948/49 zur neuen Nummer 1 in Essen und erreichte zwischen 1950 und 1955 insgesamt dreimal die Endrundenspiele um die deutsche Fußballmeisterschaft, die sie im letzten Fall (1955) erfolgreich mit dem Titel abschlossen. Nach dem Aufstieg des Nachbarn ETB Schwarz-Weiß zur Saison 1951/52 und dem dauerhaften Abstieg der Sportfreunde Katernberg nach dem Ende der Saison 1952/53 entwickelte sich schnell die alte und bis heute bestehende Rivalität zwischen Rot-Weiss und Schwarz-Weiß. Doch sportlich blieb Rot-Weiss zunächst unangefochten die Nummer eins, weil die Rot-Weißen nicht nur stets besser platziert waren als der ungeliebte Nachbar aus dem Süden, sondern weil der ETB am Ende der Saison 1956/57 abstieg und Rot-Weiss in den beiden folgenden Spielzeiten einziger Essener Verein in der Oberliga war. Ausgerechnet 1961, als dem ETB (nach 1959 erneut) die Rückkehr in die Oberliga gelang, stieg Rot-Weiss aus der Oberliga ab, so dass Schwarz-Weiß in den beiden letzten Spielzeiten der Oberliga West als höchster Spielklasse (vor Einführung der Fußball-Bundesliga zur Saison 1963/64) der einzige Vertreter Essens in der Liga war.
Bei Einführung der neuen zweitklassigen Fußball-Regionalliga West zur Saison 1963/64 waren die beiden Essener Rivalen (Rot-Weiss und Schwarz-Weiß) gemeinsam in der Liga vertreten, bis Rot-Weiss bereits drei Jahre später erstmals der Aufstieg in die Fußball-Bundesliga gelang, den der Stadtrivale Schwarz-Weiß im darauffolgenden Jahr nur knapp verpasste. So verbrachten die beiden Essener Rivalen die nächsten beiden Spielzeiten (1967/68 und 1968/69) wieder gemeinsam in der Regionalliga West, ehe Rot-Weiss erneut der Aufstieg in die Bundesliga gelang, in der die Mannschaft zwischen 1969 und 1977 noch insgesamt sechs weitere Spielzeiten verbrachte.
Obwohl Rot-Weiss seit 1977 nie wieder in der Bundesliga spielte, kam es seither nur noch zu insgesamt 7 Spielzeiten, in denen der „Arbeiterverein“ aus dem Norden und der „Lackschuhclub“ aus dem Süden in derselben Liga spielten, weil der ETB Schwarz-Weiß sich nach der letzten gemeinsamen Zweitliga-Saison 1977/78 aus finanziellen Gründen in den Amateurbereich zurückzog. Sportlicher Tiefpunkt der traditionellen Essener Derbyrivalität war die Begegnung der beiden Vereine in der fünftklassigen NRW-Liga 2010/11.
In den 2010er Jahren erwuchs RWE mit dem FC Kray aus dem im Nordosten Essens gelegenen Stadtviertel Kray vorübergehend ein neuer Rivale, der bereits 1996 (durch einen 2:1-Finalsieg gegen RWE) den Essener Stadtpokal gewonnen hatte. Zwischen 2012 und 2016 verbrachte der FC Kray insgesamt drei Spielzeiten in der Fußball-Regionalliga West und stellte in der Saison 2014/15 womöglich einen neuen innerstädtischen Rekord auf, als er sich in beiden Derbys gegen den einst übermächtigen Stadtrivalen RWE durchsetzen konnte, was anscheinend zuvor noch nie einem anderen Stadtrivalen gelungen war. Dennoch war RWE in den Abschlusstabellen jeder Spielzeit stets besser platziert als der FC Kray und eine echte Rivalität bestand insofern auch nicht, als traditionell viele Mitglieder und Anhänger des FC Kray auch Fans von RWE sind. Innerhalb von nur einem Jahr nach dem Abstieg aus der Regionalliga ist der FC Kray in die sechstklassige Fußball-Landesliga Niederrhein abgestürzt und spielt somit wieder eine Klasse tiefer als der ETB Schwarz-Weiß, der klassische Rivale der Rot-Weißen.
Auch der Frauenfußball in Essen blickt auf eine lange Tradition zurück. Seine Wurzeln reichen bis ins Jahr 1973 zurück, als der SC Grün-Weiß Schönebeck 1919 eine eigene Frauenfußball-Abteilungen gründete. Durch die Fusion mit dem VfB Borbeck 1968 im Jahr 2000 entstand die heutige Sportgemeinschaft Essen-Schönebeck, kurz SGS Essen 19/68. Seit der Saison 2004/05 ist die SGS Essen fester Bestandteil der Frauen-Bundesliga. Zu den größten Erfolgen zählen zwei Teilnahmen am DFB-Pokal Finale in den Jahren 2014 und 2020 sowie der vierte Tabellenplatz in der Bundesliga-Saison 2023/2024.
Ein Hauptmerkmal der SGS Essen im Vergleich zu anderen Bundesligavereinen ist die Förderung und Ausbildung junger Spielerinnen. Über 20 Nationalspielerinnen entwickelten sich bei der SGS Essen. Allein bei der Europameisterschaft 2022 standen sechs Spielerinnen im Aufgebot der deutschen Nationalmannschaft, die ihr DFB Debüt während ihrer Zeit bei der SGS Essen feierten.

## Das Essener Stadtderby
Wie bereits erwähnt, gilt spätestens seit den 1950er Jahren das Aufeinandertreffen zwischen Rot-Weiss und dem ETB Schwarz-Weiß als das wichtigste Derby im Essener Fußball. Nachstehend folgt eine Übersicht aller Pflichtspiele zwischen diesen beiden Vereinen seit 1950:
| Saison          | Heim               |   | Gast               | Ergebnis |
| --------------- | ------------------ | - | ------------------ | -------- |
| 1951/52         | Rot-Weiss Essen    | – | Schwarz-Weiß Essen | 6:2      |
| 1951/52         | Schwarz-Weiß Essen | – | Rot-Weiss Essen    | 1:0      |
| 1952/53         | Rot-Weiss Essen    | – | Schwarz-Weiß Essen | 8:1      |
| 1952/53         | Schwarz-Weiß Essen | – | Rot-Weiss Essen    | 4:2      |
| 1953/54         | Rot-Weiss Essen    | – | Schwarz-Weiß Essen | 2:1      |
| 1953/54         | Schwarz-Weiß Essen | – | Rot-Weiss Essen    | 3:4      |
| 1954/55         | Schwarz-Weiß Essen | – | Rot-Weiss Essen    | 0:3      |
| 1954/55         | Rot-Weiss Essen    | – | Schwarz-Weiß Essen | 4:2      |
| 1955/56         | Rot-Weiss Essen    | – | Schwarz-Weiß Essen | 1:0      |
| 1955/56         | Schwarz-Weiß Essen | – | Rot-Weiss Essen    | 1:2      |
| 1956/57         | Rot-Weiss Essen    | – | Schwarz-Weiß Essen | 1:1      |
| 1956/57         | Schwarz-Weiß Essen | – | Rot-Weiss Essen    | 1:3      |
| 1959/60         | Rot-Weiss Essen    | – | Schwarz-Weiß Essen | 2:0      |
| 1959/60         | Schwarz-Weiß Essen | – | Rot-Weiss Essen    | 2:3      |
| 1963/64         | Rot-Weiss Essen    | – | Schwarz-Weiß Essen | 2:2      |
| 1963/64         | Schwarz-Weiß Essen | – | Rot-Weiss Essen    | 0:2      |
| 1964/65         | Schwarz-Weiß Essen | – | Rot-Weiss Essen    | 2:2      |
| 1964/65         | Rot-Weiss Essen    | – | Schwarz-Weiß Essen | 0:0      |
| 1965/66         | Schwarz-Weiß Essen | – | Rot-Weiss Essen    | 1:2      |
| 1965/66         | Rot-Weiss Essen    | – | Schwarz-Weiß Essen | 3:1      |
| 1967/68         | Schwarz-Weiß Essen | – | Rot-Weiss Essen    | 1:3      |
| 1967/68         | Rot-Weiss Essen    | – | Schwarz-Weiß Essen | 2:2      |
| 1968/69         | Rot-Weiss Essen    | – | Schwarz-Weiß Essen | 0:0      |
| 1968/69         | Schwarz-Weiß Essen | – | Rot-Weiss Essen    | 3:2      |
| 1971/72         | Rot-Weiss Essen    | – | Schwarz-Weiß Essen | 3:2      |
| 1971/72         | Schwarz-Weiß Essen | – | Rot-Weiss Essen    | 1:0      |
| 1972/73         | Schwarz-Weiß Essen | – | Rot-Weiss Essen    | 1:1      |
| 1972/73         | Rot-Weiss Essen    | – | Schwarz-Weiß Essen | 6:5      |
| 1974/75 (Pokal) | Schwarz-Weiß Essen | – | Rot-Weiss Essen    | 1:2      |
| 1977/78         | Rot-Weiss Essen    | – | Schwarz-Weiß Essen | 4:0      |
| 1977/78         | Schwarz-Weiß Essen | – | Rot-Weiss Essen    | 3:3      |
| 1984/85 1       | Rot-Weiss Essen    | – | Schwarz-Weiß Essen | 3:1      |
| 1984/85         | Schwarz-Weiß Essen | – | Rot-Weiss Essen    | 4:4      |
| 1985/86 1       | Rot-Weiss Essen    | – | Schwarz-Weiß Essen | 0:1      |
| 1985/86         | Schwarz-Weiß Essen | – | Rot-Weiss Essen    | 0:0      |
| 1991/92 1       | Rot-Weiss Essen    | – | Schwarz-Weiß Essen | 1:1      |
| 1991/92         | Schwarz-Weiß Essen | – | Rot-Weiss Essen    | 0:0      |
| 1992/93 1       | Rot-Weiss Essen    | – | Schwarz-Weiß Essen | 4:0      |
| 1992/93         | Schwarz-Weiß Essen | – | Rot-Weiss Essen    | 1:2      |
| 1998/99         | Schwarz-Weiß Essen | – | Rot-Weiss Essen    | 1:4      |
| 1998/99         | Rot-Weiss Essen    | – | Schwarz-Weiß Essen | 1:1      |
| 2010/11 (Pokal) | Rot-Weiss Essen    | – | Schwarz-Weiß Essen | 1:2      |
| 2010/11         | Schwarz-Weiß Essen | – | Rot-Weiss Essen    | 0:1      |
| 2010/11         | Rot-Weiss Essen    | – | Schwarz-Weiß Essen | 3:0      |

### Rekorde (seit 1950)

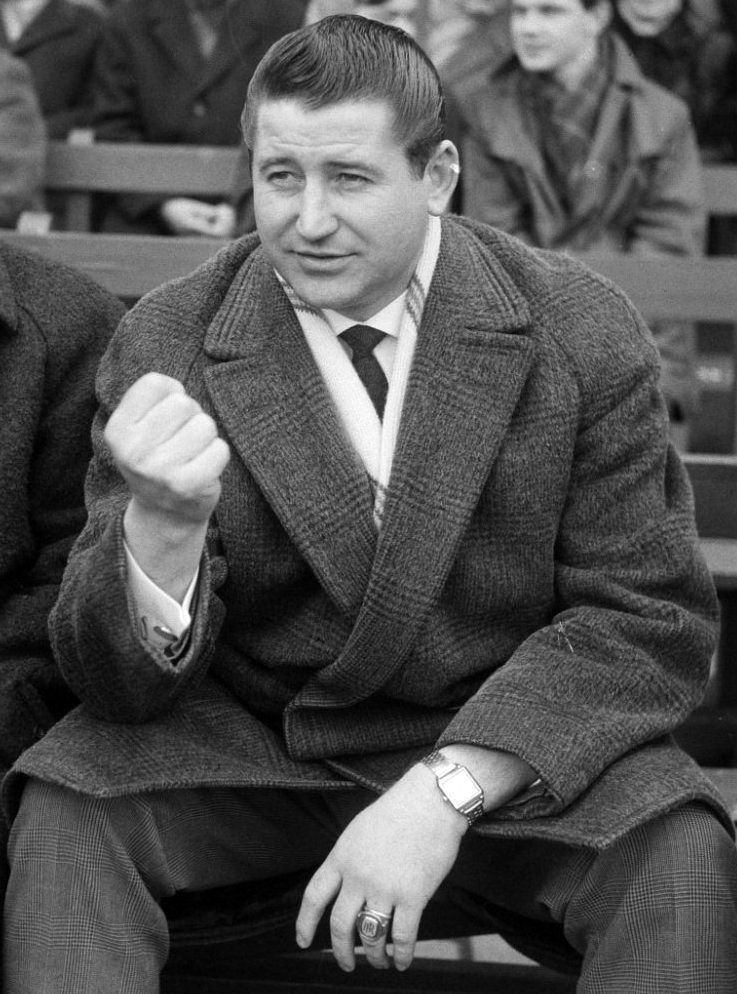
Helmut Rahn, Wegbereiter des ersten deutschen WM-Titels 1954, war mit RWE deutscher Meister und Pokalsieger.

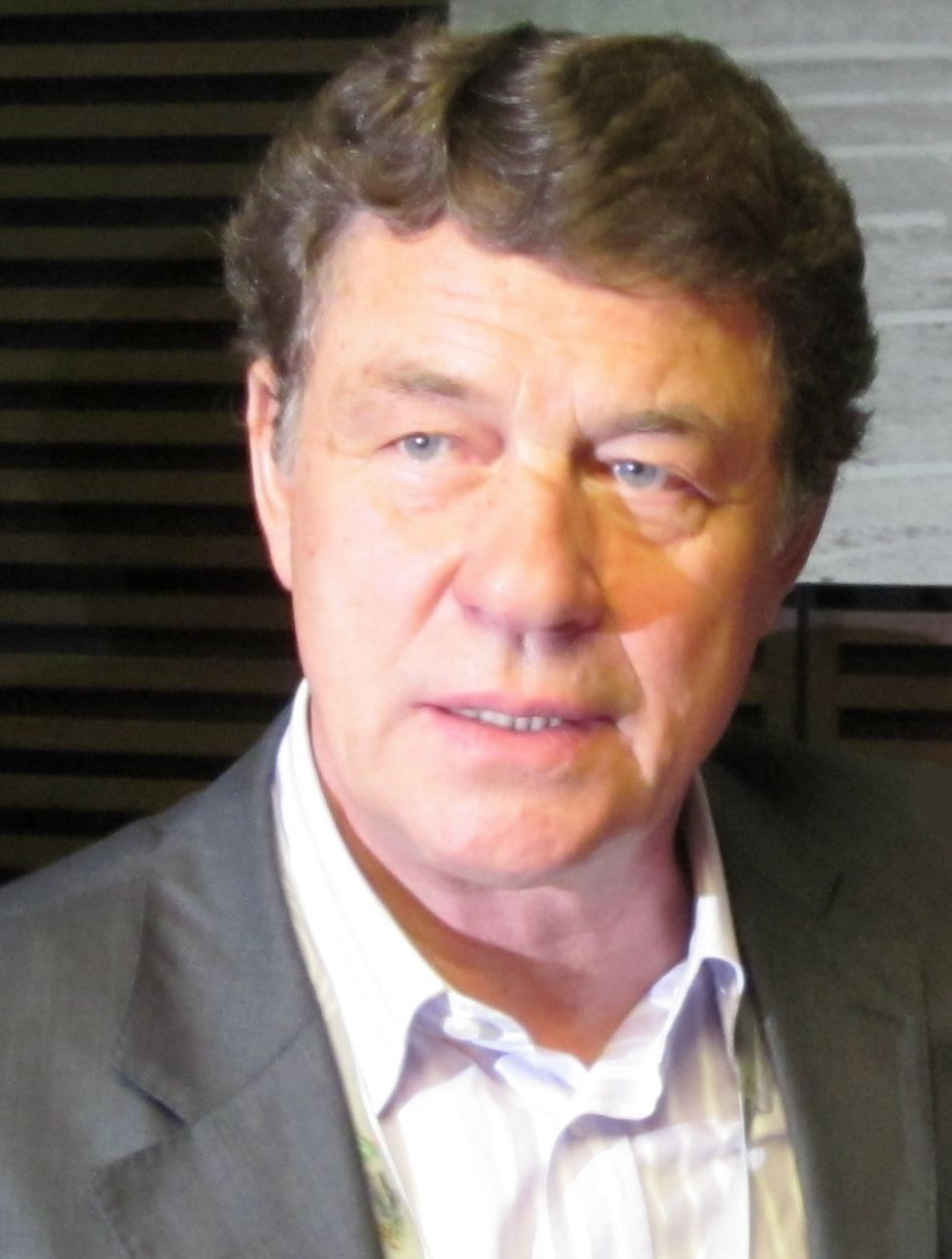
Otto Rehhagel spielte für TuS Helene und Rot-Weiss.

Die höchsten Derbysiege beider Vereine (zumindest seit 1950) resultieren aus der Saison 1952/53, als Rot-Weiss die Schwarz-Weißen mit 8:1 abfertigte und diese sich mit 4:2 im Rückspiel revanchierten, ihrem (seit 1950) einzigen Erfolg mit mehr als einem Tor Unterschied. Das torreichste Spiel mit insgesamt 11 Toren war ein 6:5-Erfolg von Rot-Weiss in der Saison 1972/73. Von den insgesamt 44 Pflichtspielderbys (42 Punktspielderbys und 2 Pokalspiele), die die beiden Rivalen zwischen 1951 und 2011 austrugen, konnte Rot-Weiss 25 zu seinen Gunsten entscheiden, während der ETB Schwarz-Weiß den Platz nur sechsmal als Sieger verließ. Die übrigen 13 Spiele endeten unentschieden.
Dem oben genannten 8:1-Rekordheimsieg der Rot-Weißen war allerdings ein zusammengebrochenes Tor vorausgegangen, dessentwegen das ursprünglich am 21. September 1952 ausgetragene Punktspiel im Stadion an der Hafenstraße beim Stande von 1:1 in der 37. Minute abgebrochen werden musste. Dies geschah unmittelbar nach dem Ausgleichstreffer der Schwarz-Weißen, als deren Mittelfeldspieler Günter Friesenhagen in das Tornetz gerauscht war und das Torgestänge zum Einsturz brachte. Die Partie wurde für den 25. Dezember 1952 neu angesetzt und endete mit dem historisch hohen Sieg der Rot-Weißen.

## WM-Teilnehmer
Bisher nahmen drei zum jeweiligen Zeitpunkt bei Rot-Weiss Essen unter Vertrag stehende Fußballspieler für die deutsche Nationalmannschaft an einer Fußball-Weltmeisterschaft teil. Der heute noch bekannteste von ihnen dürfte Helmut Rahn sein, der insgesamt 10 WM-Treffer erzielte und somit zu den erfolgreichsten deutschen WM-Torjägern zählt. Seine beiden wichtigsten bzw. auch am meisten erinnerten Tore erzielte er im Finale der Fußball-Weltmeisterschaft 1954 gegen die favorisierte ungarische Nationalmannschaft. Nachdem die Ungarn bereits nach 8 Minuten mit 2:0 in Führung gelegen hatten und Max Morlock in der zehnten Minute der Anschlusstreffer gelungen war, erzielte Rahn in der 18. Minute den Ausgleich und sorgte in der 84. Minute für den Siegtreffer. Unvergessen und unzählige Male wiederholt sind die Worte des deutschen Radiokommentatoren Herbert Zimmermann im Zusammenhang mit dem Siegtreffer: „Aus dem Hintergrund müsste Rahn schießen – Rahn schießt! – Tooooor! Tooooor! Tooooor! Tooooor! … Tor für Deutschland – Linksschuss von Rahn.“
Zusammen mit seinen damaligen Mannschaftskameraden bei RWE, Torwart Fritz Herkenrath und Verteidiger Heinz Wewers, gehörte der beim SV Altenessen ausgebildete Rahn auch zum deutschen WM-Aufgebot der Fußball-Weltmeisterschaft 1958. Rahn bestritt alle 6 WM-Spiele der deutschen Nationalmannschaft (in denen er ebenso viele Tore erzielte), Herkenrath hütete fünfmal das Tor und Wewers kam einmal zum Einsatz. Weil Herkenrath nicht im Spiel um den dritten Platz zum Einsatz kam, das aber Wewers bestreiten durfte, kamen in allen Spielen der WM 1958 jeweils 2 Spieler von RWE zum Einsatz. Spieler anderer Essener Vereine kamen zum Zeitpunkt ihrer jeweiligen Vereinszugehörigkeit nicht zum Einsatz.
Doch gab es auch andere WM-Spieler, die ihre Laufbahn in Essen begonnen haben. So erhielt Horst Hrubesch, Vizeweltmeister 1982, seinen ersten Profivertrag 1975 bei Rot-Weiss Essen und arbeitete zuvor noch als Dachdecker. Auch Frank Mill, Fußball-Weltmeister 1990, erhielt seinen ersten Profivertrag 1976 bei RWE, und Mesut Özil, Fußball-Weltmeister 2014, kam als Elfjähriger in den Nachwuchsbereich bei RWE, wo er 5 Jahre lang ausgebildet wurde, bevor er zum Nachbarn FC Schalke 04 wechselte.
Oliver Bierhoff, der aktiv an den Fußball-Weltmeisterschaften 1998 und 2002 teilgenommen hatte, wurde in den Jugendabteilungen des Essener SG 99/06 und des ETB Schwarz-Weiß Essen ausgebildet. Ebenfalls im Nachwuchsbereich des ETB Schwarz-Weiß spielte von 1978 bis 1987 Jens Lehmann, der bei der Heim-WM 2006 alle 6 Spiele der deutschen Mannschaft bis zum verlorenen Halbfinale gegen Italien bestritten hatte. Torhüter Heinz Kubsch, der ebenfalls zum WM-Kader 1954 gehörte, wurde bei den Sportfreunden in Katernberg ausgebildet und stand bei ihnen noch bis 1953 unter Vertrag, ehe er zum FK Pirmasens wechselte. In der Saison 1950/51 spielte er gemeinsam mit Helmut Rahn (vor dessen Wechsel zu RWE) für die Sportfreunde Katernberg.
Ferner wurde einer der erfolgreichsten deutschen Trainer, der in Essen geborene Otto Rehhagel, im Nachwuchsbereich des TuS Helene Altenessen ausgebildet und spielte von 1957 bis 1960 auch in dessen erster Mannschaft, ehe er 1960 zum SC Rot-Weiss wechselte. Nachdem er 2004 als Nationaltrainer von Griechenland die Fußball-Europameisterschaft gewonnen hatte, betreute er die Hellenen auch bei der Fußball-Weltmeisterschaft 2010.
Essens Fußballerinnen hinterließen bei Weltmeisterschaften mindestens ebenso bleibende Spuren. Die Erfolge der SGS Essen bei der Entwicklung und Förderung junger Spielerinnen zeigen sich auch in der hohen Zahl ehemaliger SGS Spielerinnen mit WM-Erfahrung, wie Nicole Anyomi, Jill Baijings, Linda Dallmann, Marina Hegering, Turid Knaak, Lena Oberdorf und Lea Schüller. Auch Fußballerinnen mit SGS-Vergangenheit dürfen sich Weltmeisterinnen nennen, so Marina Hegering und Turid Knack.